# Gallgång

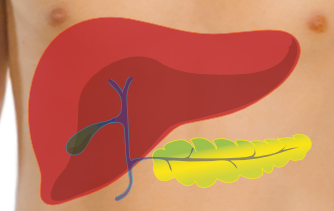
Lever, galledare och bukspottkörtel.

Gallgången (ductus choledochus) eller stora gallgången är den del av galledaren som går från föreningsstället av gemensamma levergången (ductus hepaticus communis) och gallblåsegången (ductus cysticus) på sin väg till tolvfingertarmen (duodenum) (tolvfingertarmen finns inte med i illustrationen). I gallgången mynnar också pancreasgången (ductus pancreaticus).
Ductus hepaticus och ductus choledochus kallas ibland de "djupa gallgångarna".
Det finns ett mycket stort antal olika variationer i gallgångsanatomin hos människan och endast omkring 60 procent av befolkningen har den variant som anses vara normalvarianten.

## Klinisk relevans
Vid kolecystektomi, där man tar bort gallblåsan (till exempel vid gallblåsecancer, gallstenssjukdom eller gallblåseinflammation), kan det uppstå skada på de djupa gallgångarna eller på stora gallgången. Detta är en ovanlig komplikation som i Sverige rutinmässigt undersöks med intraoperativ kolangiografi, en röntgenundersökning som utförs under operation.